# Acer tataricum
L'auró de Tatària (Acer tataricum) és una espècie d'arbre de la família de les sapindàcies, originària del centre i sud-est d'Europa i sud-oest d'Àsia, des de l'est d'Àustria i Turquia fins a l'est de Rússia i Japó. Aquesta espècie rep el seu nom pel pobles tàtars del sud de Rússia.

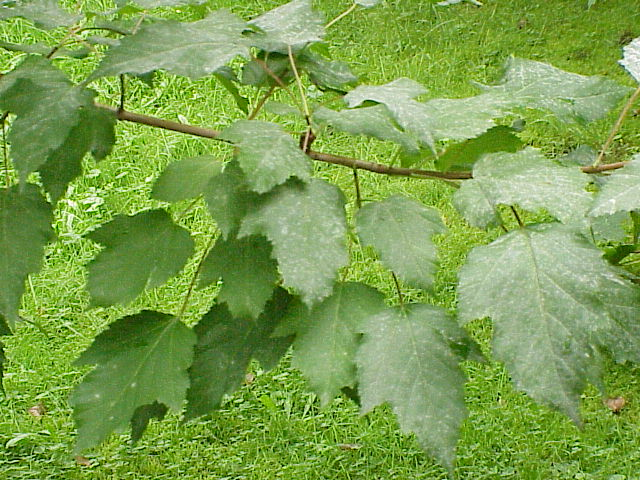
Fullatge

Vista de l'arbre

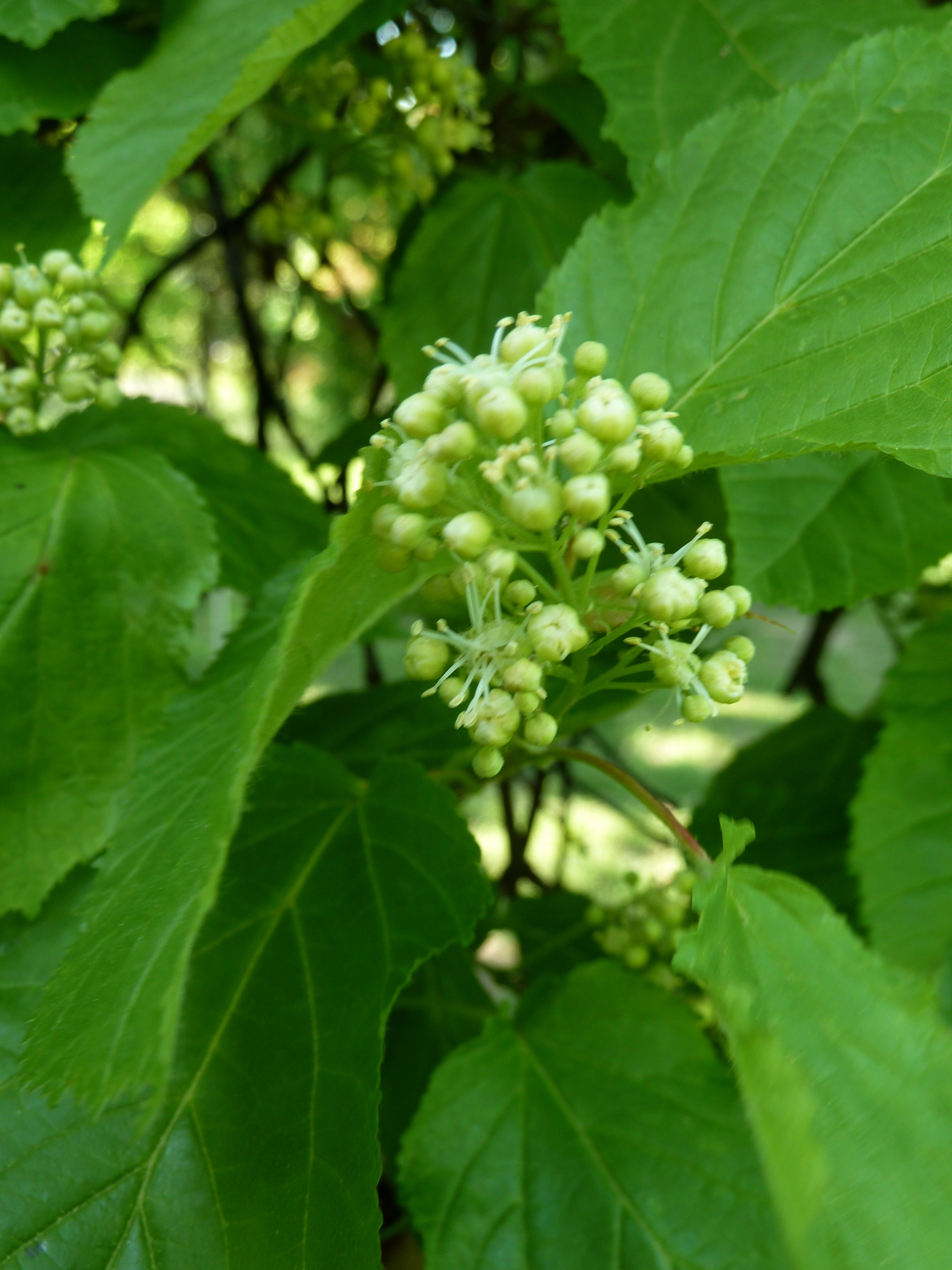
Flors

## Descripció
És un arbust o petit arbre caducifoli que creix fins als 4-12 m d'alçada, amb un tronc curt de fins a 20-50 cm de diàmetre i branques primes. L'escorça és prima, bruna clara, i suau al principi però després a les plantes velles s'esberla superficialment. Les fulles són oposades i simples de forma ovada, de 4,5-10 cm de longitud i 3-7 cm d'ample, sense lòbuls o amb tres o cinc lòbuls petits, i verd per sobre; la vora de la fulla està dentada irregularment; el pecíol de la fulla és prim, sovint tintat de rosa, de 2-5 cm de llarg.
Les flors són d'un color verd blanquinós, de 5-8 mm de diàmetre, produïdes en forma de panícules que s'expandeixen a la primavera quan les fulles s'obren. El fruit és una disàmara rogenca, d'uns 10-12 mm de longitud amb una ala de 2-3 cm. Madura a la fi de l'estiu o començament de la tardor.
Està emparentat amb l'espècie Acer ginnala del nord-est d'Àsia que alguns botànics tracten com una subespècie (Acer tataricum subsp. ginnala). Difereixen marcadament en les fulles profundament lobades i brillants de l'A. ginnala, en comparació amb les fulles no lobades, o amb lòbuls poc marcats, de l'espècie A. tataricum.

## Usos
Aquesta espècie és cultivada ocasionalment com a planta ornamental als jardins d'Europa i Amèrica del Nord. A Rússia és valuosa com a tallavent dels camps. Es naturalitza localment a l'est d'Amèrica del Nord.

## Taxonomia
Acer tataricum va ser descrita per Carl von Linné i publicada a Species Plantarum 2: 1054, l'any 1753.
- Acer: nom genèric procedent del llatí ǎcěr, -ĕris = (afilat), en referència a les puntes característiques de les fulles o a la duresa de la fusta que, suposadament, s'utilitzaria per a fabricar llances. Ja va ser citat per Plini el Vell, a la Naturalis Historia quan descriu unes espècies d'aurons.[7]
- tataricum: epítet geogràfic que fa referència a la regió de Tatària.

### Sinonímia
- Acer cordifolium Moench
- Acer tataricum f. acutipterum Jovan.-Dunj.
- Acer tataricum f. crispatum (Pax) Schwer.
- Acer tataricum var. crispatum Pax
- Acer tataricum f. crispum Jovan.-Dunj.
- Acer tataricum f. cruciatum Jovan.-Dunj.
- Acer tataricum var. hebecarpum Schwer.
- Acer tataricum var. incumbens Pax
- Acer tataricum f. incumbens (Pax) Jovan.-Dunj.
- Acer tataricum f. latialatum Jovan.-Dunj.
- Acer tataricum f. nanum Dippel
- Acer tataricum f. oblongifolium Racib.
- Acer tataricum f. orbiculatum Schwer.
- Acer tataricum f. platypterum Jovan.-Dunj.
- Acer tataricum f. rotundifolium Racib.
- Acer tataricum f. rubrum Schwer.
- Acer tataricum var. slendzinskii Racib.
- Acer tataricum var. torminaloides Pax
- Acer tataricum subsp. torminaloides (Pax) A.E.Murray
- Acer tataricum f. torminaloides (Pax) Schwer.
- Euacer tataricum (L.) Opiz[8]